# 이르지 라부스
이르지 라부스(체코어: Jiří Lábus, 1950년 1월 26일~)는 체코의 배우이다.

## 영화
- 벌레 (2018년)
- 다락방은 살아있다 (2009년)
- 염소 이야기 - 오래된 프라하의 전설 (2008년)
- 바클라브 (2007년)
- 나는 영국 왕을 섬겼다 (2006년)
- 샤크 인 더 헤드 (2004년)
- 더 매너 (1999년)
- 시종의 시간 (1998년)
- 쾌락의 공범자들 (1996년)
- 아메리카 (1994년)
- 늑대와 마녀 (1989년)
- 파이트 파이퍼 (1986년)
- 요술쟁이 판타우 (1970년)